# Trève
Trève (en francès Trèves) és un municipi francès situat al departament del Gard i a la regió d'Occitània.